# مقعد دلوي
المقعد الدلوي أو مقعد الدلو هو مقعد سيارة مُحدد لاستيعاب شخص واحد متميزًا عن المقعد المسطح المصمم ليجلس عليه عدة أشخاص. يتناسب في أبسط أشكاله مع جسم الإنسان بقدر مناسب، ولكن قد يكون له مقعد عميق وجوانب مبالغ فيها تغلف وتدعم الجسم جزئيًا في السيارات عالية الأداء.

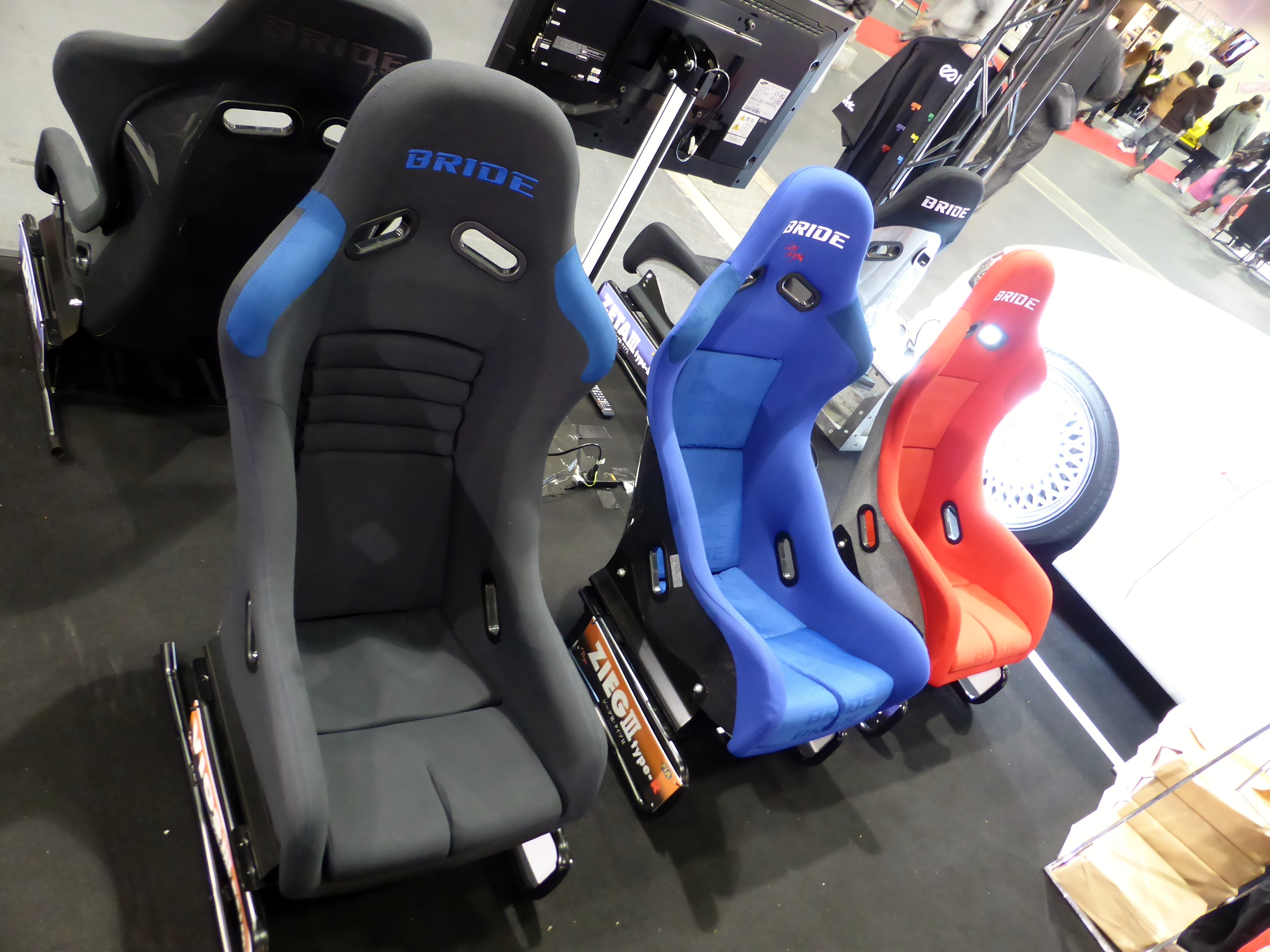
بدل أ تكون مقاعد السباق السريع قابلة للتعديل تغلف المتسابق في تصميم صدفة واحدة